# Bradypodion occidentale
Espèce
Synonymes
- Lophosaura ventralis occidentalis Hewitt, 1935

Statut CITES
Statut de conservation UICN

 LC  : Préoccupation mineure
Bradypodion occidentale est une espèce de sauriens de la famille des Chamaeleonidae. Cette espèce effectue une reproduction vivipare, donc met au monde des petits en vie.

## Répartition
Cette espèce se rencontre au Namaqualand en Afrique du Sud et en Namibie.

## Publication originale
- Hewitt, 1935 : Some new forms of Batrachians and Reptiles from South Africa. Records of the Albany Museum, vol. 4, p. 283-357.